# でじこのへや
『でじこのへや』はラジオ大阪で放送されたラジオ番組（アニラジ）。

## 概要
放送期間は1999年10月から2001年9月まで。デ・ジ・キャラット、アクエリアンエイジ等、様々なブロッコリーコンテンツをフィーチャーしたコーナーを展開し、後続の『でじこのへや2』『でじこさん』と続いた。

## パーソナリティー
- 真田アサミ（デ・ジ・キャラット役）
- 氷上恭子（ラ・ビ・アン・ローズ役）
- 沢城みゆき（プチ・キャラット役）

### コーナーパーソナリティ
PKOのお前とブラック
- 鳥海浩輔（リク・ハイゼンベルク役）
- 鈴木千尋（カイ・シュヴァイツァー役）
- サエキトモ（クウ・エアハルト役）

アクエリアンエイジコーナー
- 中井まれかつ

木谷社長のドンマイ青春
- 木谷高明（ブロッコリー初代社長）

## 放送時間
- ラジオ大阪(キー局)

1999年10月 - 2000年3月 土曜21:30 - 22:00
2000年4月 - 2001年3月 金曜0:30 - 1:00（木曜深夜）
2001年4月 - 2001年9月 土曜0:00 - 1:00（金曜深夜）
- 文化放送、東海ラジオ、RKBラジオなどでも土曜夜から深夜の時間帯に30分枠で放送されていた。

文化放送が当初日曜（土曜深夜）2:30、後に土曜（金曜深夜）へ移動、東海ラジオが日曜（土曜深夜）1:00だった。
真田アサミの出身地・長野県の信越放送でも途中からネットされた。

## 主なコーナー
- でじこに負けるな
- ニュー擬音
- アクエリアンエイジコーナー
- PKOのお前とブラック（2001年4月～）
- みゆきのラッキー占い
- はたらくでじこ
- 木谷社長のドンマイ青春（2000年10月～2001年5月）

## でじこのへや謝罪事件
「木谷社長、私は高校を中退しましたがブロッコリーに入社したいです」というハガキが読まれた際に、木谷社長が「昔は誰でも入れたけど…今年の新入社員はみんな良い大学を出ていますね」と回答、変な空気になりその場で謝罪した事件。ちなみに放送回は不明。